# Bigler (Pensilvania)
Bigler es un lugar designado por el censo ubicado en el condado de Clearfield en el estado estadounidense de Pensilvania. En el año 2010 tenía una población de 398 habitantes.

## Geografía
Bigler se encuentra ubicado en las coordenadas 40°59′17″N 78°18′32″O / 40.98806, -78.30889.